# آنا گرواسی
آنا سیسیلیا گرواسی دیاز (۱ دسامبر ۱۹۶۶ - حدود ۴ سپتامبر ۲۰۲۴)، دیپلمات ارشد پرویی بود که از ۱۰ دسامبر ۲۰۲۲ تا ۶ نوامبر ۲۰۲۳ به عنوان وزیر امور خارجه پرو خدمت کرد. قبل از این سمت، گرواسی در پست‌های دیپلماتیک در کانادا و ایالات متحده و در سازمان ملل متحد در ژنو و سازمان تجارت جهانی خدمت می‌کرد.

## تحصیلات
گرواسی دارای مدرک حقوق از دانشگاه پاپی کاتولیک پرو و کارشناسی ارشد روابط بین‌الملل و دیپلماسی از آکادمی دیپلماتیک پرو بود. او همچنین کارشناسی ارشد روابط بین‌الملل از مدرسه اقتصاد لندن (LSE)، دیپلم دیپلماسی چندجانبه از مؤسسه تحصیلات تکمیلی مطالعات بین‌المللی و توسعه (IHEID) در ژنو را دریافت کرد و تحصیلات دکترای خود را در دانشگاه بوئنوس آیرس به پایان رساند.

## حرفه دیپلماتیک
گرواسی به عنوان یک دیپلمات حرفه‌ای، سمت‌های متعددی را در وزارت امور خارجه پرو بر عهده داشت، از جمله: مدیر کل امور اقتصادی، ترویج اقتصادی و تشویق سرمایه‌گذاری، سرکنسول پرو در تورنتو و واشینگتن دی‌سی، مشاور و نماینده پرو در سازمان ملل متحد (نیویورک و ژنو)، نماینده پرو در سازمان تجارت جهانی (WTO) او در اوت ۲۰۲۲ به عنوان معاون وزیر امور خارجه منصوب شد و اولین زنی بود که این سمت را در تاریخ پرو بر عهده گرفت.
او در اوت ۲۰۲۲ به عنوان معاون وزیر امور خارجه منصوب شد و اولین زنی بود که این سمت را در تاریخ پرو بر عهده گرفت.

### وزیر امور خارجه
گرواسی در ۱۰ دسامبر ۲۰۲۲، پس از برکناری و دستگیری پدرو کاستیو (رئیس‌جمهور سابق پرو)، به عنوان بخشی از کابینه جدید دینا بولوارته به سمت وزیر امور خارجه منصوب شد. در این کابینه، هیچ‌یک از ۱۷ وزیر عضو احزاب سیاسی دارای کرسی در کنگره نبودند.
در ۱۳ دسامبر ۲۰۲۲، گرواسی سفرای مکزیک، بولیوی، آرژانتین و کلمبیا را به دلیل امضای بیانیه‌ای مشترک که نگرانی این کشورها را دربارهٔ برکناری کاستیو ابراز می‌کرد، احضار کرد. او در توئیتی تأکید کرد که جانشینی ریاست جمهوری مطابق قانون اساسی انجام شده و اقدامات کاستیو در ۷ دسامبر ۲۰۲۲ یک اقدام غیرقانونی بوده است.
گرواسی در ۶ نوامبر ۲۰۲۳ از سمت خود استعفا داد، پس از آنکه نتوانست ملاقات دوجانبه بین دینا بولوارته و جو بایدن (رئیس‌جمهور آمریکا) را در واشینگتن ترتیب دهد.این دیدار که قرار بود در کاخ سفید برگزار شود، برای کسب مشروعیت بین‌المللی دولت بولوارته پس از بحران سیاسی ناشی از برکناری کاستیو حیاتی تلقی می‌شد.

## مرگ
در ۴ سپتامبر ۲۰۲۴، گرواسی پس از بازگشت از سوئیس (جایی که به عنوان دیپلمات فعالیت می‌کرد)، دچار سقوط و آسیب دیدگی پا شد، اما از دریافت کمک پزشکی خودداری کرد. این آخرین باری بود که او زنده دیده شد. جسد او در ۸ سپتامبر ۲۰۲۴ در آپارتمانش در میرافلورس، لیما پیدا شد. آنا سیسیلیا گرواسی دیاز در زمان مرگ ۵۷ سال داشت. مرگ ناگهانی گرواسی باعث شوک و اندوه در جامعه دیپلماتیک پرو و بین‌المللی شد. دولت پرو تحقیقاتی را دربارهٔ علت دقیق مرگ او آغاز کرد، هرچند برخی منابع به مشکلات سلامتی پیشین او اشاره داشتند.او به عنوان یکی از چهره‌های کلیدی دیپلماسی پرو در سال‌های اخیر شناخته می‌شد و نقش مهمی در مدیریت بحران‌های سیاسی و بین‌المللی کشور ایفا کرد.